# Canton de Versailles-Nord-Ouest
Le canton de Versailles-Nord-Ouest est une ancienne division administrative française, située dans le département des Yvelines et la région Île-de-France.

## Composition

### Canton de Versailles-Ouest (Seine-et-Oise), de sa création à 1967.
Communes de Versailles (partie), Bois-d'Arcy, Le Chesnay, Fontenay-le-Fleury, Guyancourt, Montigny-le-Bretonneux, Rocquencourt, Saint-Cyr et Trappes.

### Canton de Versailles-Nord-Ouest (Yvelines) de 1967 à 2015
Le canton de Versailles-Nord-Ouest comprenait une partie de la commune de :
- Versailles, fraction de commune : 28 585 habitants (chef-lieu de canton).

## Représentation

### Liste des conseillers généraux de l'ancien canton deVersailles-Ouest(1833 à 1967,Seine-et-Oise, 1967 à 1991,Yvelines)
(supprimé en 1991, remplacé par le canton de Montigny-le-Bretonneux).
| Période | Période      | Identité                                      | Étiquette                    | Qualité |
| ------- | ------------ | --------------------------------------------- | ---------------------------- | --- |
| 1833    | 1835 (décès) | Charles Joseph Dupleix de Mézy                |                              | Haut fonctionnaire (Préfet) Pair de France Maire de Mézy Ancien député du Nord (1816-1822)                                 |
| 1835    | 1848         | Henry Lenoir Montal de Chantelou              |                              | Ancien Sous-Préfet, propriétaire, maire de Flins Maître des requêtes au Conseil d'État                                     |
| 1848    | 1871         | Baron Paul Caruel de Saint-Martin             | Bonapartiste                 | Député (1852-1869) Maire du Chesnay (1848-1869)                                                                            |
| 1871    | 1874         | Stéphane Gajot de Montfleury                  |                              | Conseiller municipal de Versailles                                                                                         |
| 1874    | 1886         | Edouard Pasquier                              | Républicain                  | Maire de Guyancourt (1871-1881)                                                                                            |
| 1886    | 1898         | Georges Haussmann (cousin du Baron Haussmann) | Boulangiste puis Républicain | Avocat à Versailles Député (1889-1893 et 1898-1902)                                                                        |
| 1898    | 1902 (décès) | Paul de Fourmestraux                          | Droite                       | Médecin à Saint-Cyr Propriétaire à Versailles, conseiller d'arrondissement                                                 |
| 1902    | 1919         | Georges Jules Folain                          | Républicain                  | Maire de Guyancourt (1904-1919), conseiller d'arrondissement                                                               |
| 1919    | 1928         | Julien Poupinet                               | Libéral                      | Maire du Chesnay (1913-1925)                                                                                               |
| 1928    | 1940         | Gaston Henry-Haye                             | RG                           | Négociant Député (1928-1936) - Sénateur (1936-1944) Maire de Versailles (1935-1944) Nommé conseiller départemental en 1943 |
|         |              |                                               |                              | |
| 1943    | 1945         | André Crozet                                  |                              | Maire du Chesnay (1929-1959) Nommé conseiller départemental en 1943                                                        |
|         |              |                                               |                              | |
| 1945    | 1947 (décès) | Charles Romagnoni (1913-1947)                 | PCF                          | Ajusteur, ancien résistant, conseiller municipal de Versailles                                                             |
| 1948    | 1949         | Paul Perrin                                   | RPF                          | Greffier au Tribunal civil de Versailles                                                                                   |
| 1949    | 1955         | Ernest Defay                                  | PCF                          | Commerçant Maire de Guyancourt(1944-1969)                                                                                  |
| 1955    | 1961         | Paul-Louis Tenaillon                          | RGR                          | Directeur de coopérative agricole                                                                                          |
| 1961    | 1967         | Jean Cuguen                                   | PCF                          | Cheminot, ancien résistant Maire de Saint-Cyr-l'École (1953-1983)                                                          |
| 1967    | 1988         | François Schmitz                              | RI puis UDF-PR               | Officier ministériel Adjoint au Maire de Versailles (1959-1977), Conseiller régional (1976-1986)                           |
| 1988    | 1991         | Nicolas About                                 | UDF-PSD                      | Maire de Montigny-le-Bretonneux (1977-2004) Député (1978-1981)                                                             |

### Conseillers d'arrondissement de Versailles-Ouest (de 1833 à 1940)
| Période                                  | Période          | Identité                                | Étiquette   | Qualité |
| ---------------------------------------- | ---------------- | --------------------------------------- | ----------- | --- |
| 1833                                     | 1836             | Vincent Charlemagne Pluchet (1774-1837) |             | Cultivateur à Trappes                                                                                       |
| 1836                                     | 1848             | Rodolphe Soissons                       |             | Notaire royal à Versailles                                                                                  |
| 1848                                     | 1867 (décès)     | Nicolas Pasquier (1801-1867)            |             | Cultivateur à la ferme de Trou, Vice Président du comice agricole, maire de Guyancourt                      |
| 1867                                     | 1871             | Emile Pluchet                           |             | Cultivateur, maire de Trappes (1847-1871 et 1874-1876)                                                      |
| 1871                                     | 1874             | Louis-Adolphe Bérigny (1809-1885)       |             | Médecin des prisons, propriétaire à Versailles                                                              |
| 1874                                     | 1880             | Gustave Barbé                           |             | Cultivateur à La Ménagerie, Versailles                                                                      |
| 1880                                     | 1885 (décès)     | Louis-Adolphe Bérigny                   |             | Médecin des prisons, propriétaire à Versailles, Président du Conseil d'arrondissement                       |
| 1886                                     | 1898             | Paul de Fourmestreaux                   | Droite      | Médecin, propriétaire à Versailles, conseiller municipal de Trappes                                         |
| 1898                                     | 1902 (démission) | Georges-Jules Folain                    | Républicain | Juge suppléant au Tribunal de commerce, adjoint au maire de Guyancourt                                      |
| 19 oct. 1902                             | 1913             | Auguste-Eugène Tournerie                |             | Propriétaire cultivateur, maire de Saint-Cyr-l'École                                                        |
| 1913                                     | 1919             | Maurice-Arsène Laureau                  |             | Entrepreneur de travaux hydrauliques, maire de Saint-Cyr-l'École                                            |
| 1919                                     | 1931             | Auguste-Eugène Tournerie                |             | Propriétaire à Saint-Cyr-l'École                                                                            |
| 1931                                     | 1937             | Pierre de Bussac (1882-1965)            | URD         | Avocat à Versailles, bâtonnier de l'Ordre des avocats                                                       |
| 1937                                     | 1940             | Jean Fourcassa (1885-1977)              | PC-SFIC     | Cheminot, maire de Trappes (1929-1930) Déchu de son mandat en 1940, à la suite des décrets Daladier         |
| 1940                                     |                  |                                         |             | Les conseils d'arrondissement ont été suspendus par la loi du 12 octobre 1940 et n'ont jamais été réactivés |
| Les données manquantes sont à compléter. |                  |                                         |             | |

### Conseillers généraux du canton de Versailles Nord-Ouest (1964 à 2015)
| Période | Période | Identité             | Étiquette                       | Qualité |
| ------- | ------- | -------------------- | ------------------------------- | --- |
| 1964    | 1998    | Paul-Louis Tenaillon | Centriste puis DVD puis UDF-CDS | Directeur de coopérative agricole Député (1988-1997) président du Conseil général (1977-1994)                                        |
| 1998    | 2011    | Bertrand Devys       | UMP                             | Expert-comptable à Versailles |
| 2011    | 2015    | Olivier de La Faire  | PCD                             | Membred’un cabinet interministériel au service des entreprises du secteur agroalimentaire Elu en 2015 dans le Canton de Versailles-1 |

## Démographie
| 1962 | 1968 | 1975 | 1982 | 1990   | 1999   | 2006   | 2011   | 2012   |
| ---- | ---- | ---- | ---- | ------ | ------ | ------ | ------ | ------ |
| -    | -    | -    | -    | 28 913 | 28 585 | 28 855 | 28 378 | 27 855 |